# René Dedič
René Dedič (7 agosto 1993) è un calciatore slovacco, attaccante del Fotbal Třinec.